# Oberonia sarcophylla
Oberonia sarcophylla är en orkidéart som beskrevs av Rudolf Schlechter. Oberonia sarcophylla ingår i släktet Oberonia och familjen orkidéer. Inga underarter finns listade i Catalogue of Life.